# 布兰登·普雷斯利
布兰登·埃弗里特·普雷斯利（英語：Brandon Everitt Presley，1977年7月21日—）是美国民主党籍政治人物，曾于2008年至2024年担任密西西比州公共服务委员会北区委员，并于2001年至2007年担任密西西比州内特尔顿市市长。
普雷斯利被认为是一位温和派、民粹主义政治人物，在枪支管控、税收和堕胎等问题上持保守立场。他是2023年密西西比州州长选举的民主党候选人，以微弱差距败给现任共和党州长泰特·里夫斯。

## 早年生活
布兰登·普雷斯利于1977年7月21日出生在密西西比州阿莫里，后在内特尔顿长大。他的父亲酗酒成性并在其八岁时去世，从此他由单亲母亲抚养长大。他的叔叔哈罗德·雷·普雷斯利后来在他的成长过程中担任了父亲般的角色。他曾就读于伊塔万巴社区学院和密西西比州立大学。

## 政治生涯

### 早期活动
普雷斯利自我描述其政治立场为“民粹主义的、罗斯福—比利·麦科伊式的民主党人”。他在16岁时就参加了叔叔哈罗德李县警长的竞选活动。
普雷斯利于2001年竞选内特尔顿市市长一职，并以78%的得票率胜选。他在同年7月宣誓就职时年仅23岁，是密西西比州历史上最年轻的市长。他担任市长至2007年，在任期内他曾跨越党派界线公开支持乔治·W·布什2004年的连任竞选。

### 公共服务委员
2007年6月15日，普雷斯利宣布参选密西西比州公共服务委员会北区委员。他在8月的民主党初选中击败两位对手，并在大选中战胜共和党候选人梅布尔·默弗里。此后，他分别于2011年、2015年和2019年成功连任。
普雷斯利于2008年1月1日正式就任北区公共服务委员。他在任上第一年推动委员会会议上网直播，并积极倡导为密西西比州农村地区引入互联网服务。
普雷斯利反对肯珀项目，即密西西比电力公司在肯珀县建设的大型“清洁煤”发电厂计划，因为该项目并不为北区居民提供服务，也不会给他们带来经济利益。此外该项目多次延期且严重超支。2017年，普雷斯利担任公共服务委员会主席，委员会随后迫使密西西比电力公司终止其在肯珀设施的清洁煤发电计划。
普雷斯利与公共服务委员会的另外两名成员一致，反对将密西西比州作为替代尤卡山的核废料储存地。
2014年，普雷斯利接替来自明尼苏达州的贝齐·韦京，担任全美公用事业监管委员协会消费者事务委员会主席，该委员会负责分析各州公共服务委员会在能源和电信行业中保护消费者权益的角色。
在2015年选举中，民主党州众议员塞西尔·布朗当选中区专员，使民主党在委员会中占据多数。随后普雷斯利被任命为委员会主席。同年3月，他主持了全州最大太阳能发电厂的奠基仪式，该项目由公共服务委员会、美国海军和密西西比电力公司在海军建设营地联合推动。他于2024年1月4日由克里斯·布朗接任。

### 2023年密西西比州州长选举
经过数月传闻，普雷斯利于2023年1月12日正式宣布参选密西西比州州长，同日密西西比州联邦众议员本尼·湯普森宣布支持普雷斯利。普雷斯利月底在牛頓一所关闭的医院发表讲话，回应时任州长泰特·里夫斯的州情咨文，主张扩大医疗补助，并指责里夫斯导致农村医院关闭。2月16日，密西西比州民主党执行委员会以未按规定提交伦理申报为由，取消两位参选人资格，使普雷斯利成为民主党初选中唯一合格候选人。8月8日，他作为唯一的民主党州长候选人赢得党内初选。
尽管密西西比州被视为共和党大本营，许多分析人士认为里夫斯作为现任州长存在一定弱点。2023年10月，《库克政治报告》将该州州长选情评级由“可能共和党胜出”下调为“倾向共和党”，原因是多项民调显示普雷斯利与里夫斯支持率接近。最终里夫斯在大选中击败普雷斯利。

## 个人生活
普雷斯利是猫王埃尔维斯·普雷斯利的远房堂弟。他在2013年至2014年间减重216磅（98）。2023年8月，普雷斯利与凯特琳·马布斯结婚，此人是密西西比州前州长雷·马布斯的堂妹。

## 引用著作
- McGarity, Thomas O. . Harvard University Press. 2019. ISBN 9780674242807.